# Аллой, Владимир Ефимович
Владимир Ефимович Аллой (7 июня 1945, Ленинград, СССР — 7 января 2001, Санкт-Петербург, Россия) — российский издатель, публицист, автор, деятель третьей русской эмиграции.

## Биография
Еврейского происхождения. Учился на физическом и филологическом факультетах ЛГУ, но образования не закончил. Увлёкся философией, служил в армии, работал сторожем в Зоологическом музее. 
В 1975 году эмигрировал во Францию, где занялся издательской и архивной деятельностью, найдя в этом своё призвание. Выпускал многотомные исторические альманахи «Память» и «Минувшее». Работал в издательстве ИМКА-Пресс, шесть лет возглавлял его, издавал Венедикта Ерофеева, Юрия Домбровского. Затем ушёл из издательства из-за несогласия с позицией Солженицына. С 1982 года Аллой — директор издательства при газете «Русская мысль», где он издал почти 20 книг. В 1984 году издательство было внезапно закрыто, а на ленинградскую часть редакции стал давить КГБ. 
С конца 1980-х годов начал приезжать в СССР, где создал издательство «Феникс» и журнал «Постскриптум».
Работал в русской редакции Международного французского радио с 1983 по 1987 гг.
Написал воспоминания, которые назвал «Записки аутсайдера». На фоне падения в новой России интереса к историческим трудам, которые стало можно издавать (но ценились они теперь немногими), у Аллоя развилась депрессия, он начал пить. На некоторое время вернулся в Париж, затем поселился в Петербурге и занялся новым проектом — альманахом «Диаспора», который стал его последним детищем.
Владимир Аллой покончил жизнь самоубийством (повесился) 7 января 2001 года.